# Protosuchia
Protosuchia – grupa wczesnych krokodylomorfów. Żyły one przeważnie na lądzie i osiągały około 1 m długości.
Według definicji filogenetycznej zaproponowanej w 2001 roku przez Paula Sereno i współpracowników do Protosuchia należą wszystkie taksony spokrewnione bliżej z Protosuchus richardsoni niż z krokodylem nilowym. Nie jest jasne, czy tradycyjnie pojmowane Protosuchia należałyby do tego kladu, a tym samym czy są grupą naturalną. Niektóre analizy wspierają ich monofiletyzm, podczas gdy inne sugerują, że Protosuchia to grad ewolucyjny, a klad stanowią tylko niektórzy ich przedstawiciele. Według analizy przeprowadzonej przez Diego Pola i Marka Norella na najbardziej parsymonicznym spośród wygenerowanych drzew Protosuchia jest grupą parafiletyczną, jednak wydłużenie drzewa o zaledwie dwa stopnie spowoduje, że stanie się monofiletyczna. Według analiz przeprowadzonych przez Pola i współpracowników oraz Fiorellego i Calvo klad tworzą rodzaje:
- Orthosuchus
- Protosuchus
- Hemiprotosuchus
- Edentosuchus

Inny hipotetyczny klad, spokrewniony bliżej z Hsisosuchus i Mesoeucrocodylia, obejmuje rodzaje istniejące od późnej jury do późnej kredy:
- Zosuchus
- Sichuanosuchus
- Shantungosuchus
- Neuquensuchus

Późnokredowe chińsko-mongolskie Gobiosuchidae (Gobiosuchus i Zaraasuchus) – lokowani są na drzewie filogenetycznym pomiędzy powyższymi kladami lub w obrębie drugiego spośród nich.